# حریتان
حریتان (به عربی: حریتان) یک منطقهٔ مسکونی در سوریه است که در شهرستان جبل سمعان واقع شده‌است.

## خصوصیات
حریتان ۱۲٬۹۳۷ نفر جمعیت دارد.